# 辛ラーメン

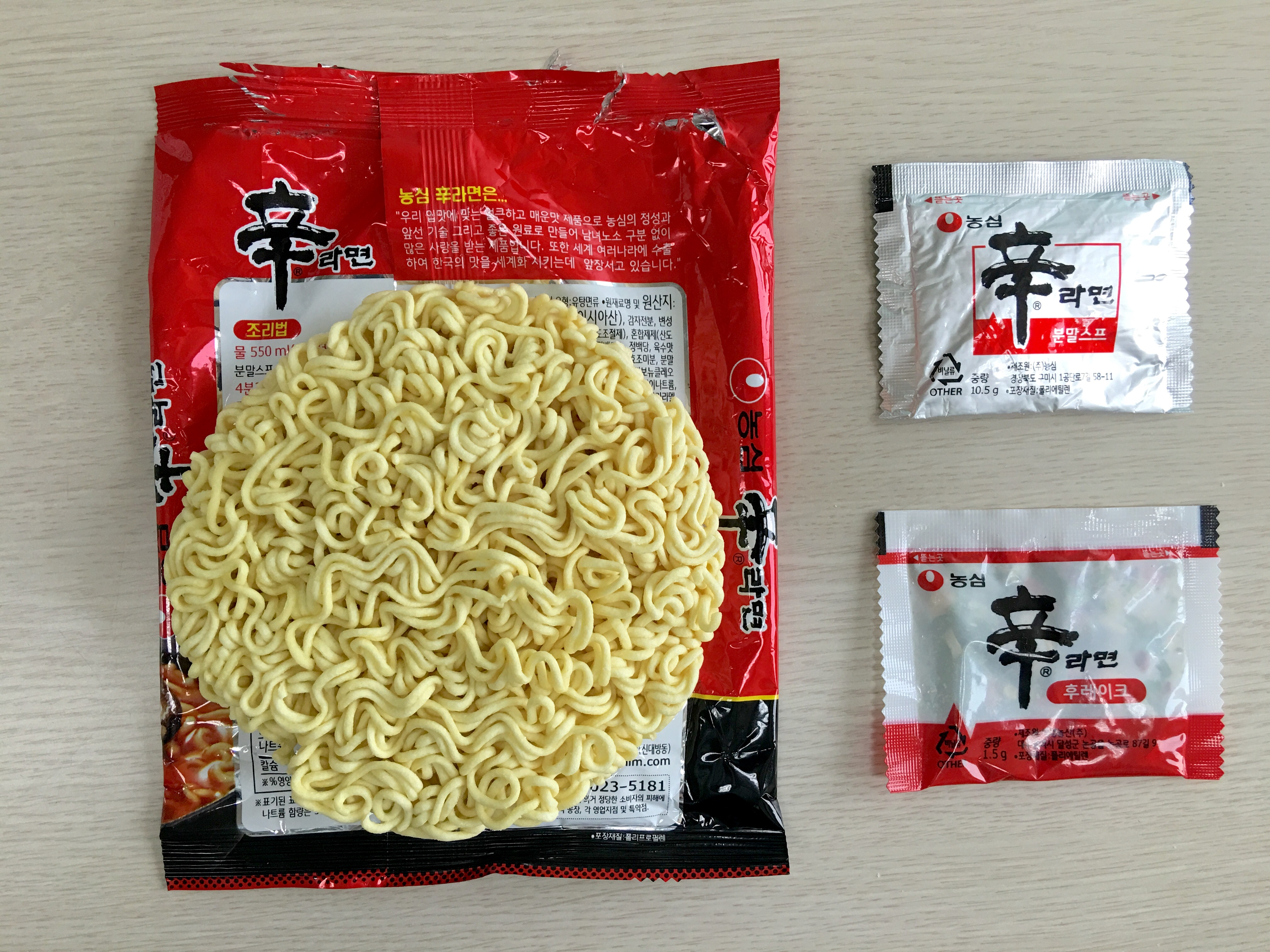
辛ラーメンの麺とスープの構成

辛ラーメン（シンラーメン）は、韓国の食品会社、農心で製造されているインスタントラーメン。

## 沿革
1986年10月に発売された。辛味を好む韓国人の食欲を捕らえ、韓国インスタントラーメン市場に辛味旋風を起こした。添付された粉末スープの味は、唐辛子調味粉の辛味で、加薬として、フリーズドライのシイタケ、ネギ、ニンニクが添付されている。麺は強力粉配合である。包装は辛味を感じさせる赤色でデザインされている。袋入りインスタントラーメンだけでなく二種類のカップラーメンもある。
韓国のインスタントラーメン市場で19年連続市場占有率首位（72%）を維持しており、世界70カ国以上に輸出されている。韓国では生の中華麺を用いたラーメンは普及しておらず、韓国でラーメンといえばインスタントラーメンを指すのが普通である。麺がスープで煮込むことを前提として作られているため、プデチゲにも当製品の麺が入れられている。
2012年、ユニクロから「韓国の代表的な商品で日本で認知度が高い辛ラーメンを衣類制作に活用したい」という提案を受け、辛ラーメンのロゴが入ったＴシャツ「辛ラーメンUT」の販売を許可した。
2015年、農心では辛ラーメンの売れ行きを把握するための独自調査を行った。2015年下半期（7/1〜11/27）を調査した結果、ID付きPOSデータで判明したリピート率は30.04%。3回に1回の割合で、消費者が辛ラーメンを再度購入していることが判明した。これはインスタント袋麺売上個数上位30品の中で最高数値である。
30周年を迎えた2016年には、「30周年限定パッケージ」の辛ラーメンを販売。「世界で愛されている辛ラーメン」を表現した、「地球のパッケージの辛ラーメン」が期間限定で販売された。1986年の発売開始から30年経った現在でも、1日平均300万個が販売されており、変わらぬ人気を誇る。韓国インスタント麺市場では、「辛ラーメン」だけで25%のシェアを占めている。
また、アシアナ航空を始めとした韓国のほぼ全ての航空会社の機内食としても採用され、韓国以外の航空会社も採用する動きが見られる。かつては大韓航空でも採用されていたが、乱気流により、熱湯で乗客が火傷する可能性を考慮し、2024年8月から提供を取りやめた。
なお、日本で販売されている辛ラーメンは、韓国で販売されているものとは麺・かやくの分量が異なる。

## ネーミング
辛ラーメンという名前は、「からい」を意味する漢字「辛」から来ており、朝鮮語で書くときは「シン」と発音する。辛ラーメンは赤と黒のパッケージに「辛」の文字を強調している。 さらに、この文字は、農心創業者とロッテを創業したその兄の両方の姓（辛姓）でもある。

## エピソード
- 韓国人格闘家の金潤泳（キム・ヨンヤン）は、父親が農心の役員を務めており、また農心が辛ラーメンブランドでスポンサーに付いたことから、リングネームを「辛拉麺」に改名した[10]。
- 発売当初から「男を泣かせる“辛ラーメン”」とのキャッチコピーが使用されてきたが、「男性だけでなく、消費者全体を感動させたい」との理由で2024年1月20日から「人生を泣かせる“辛ラーメン”」に変更した[11]。
- 発売直後は「兄貴が先、弟が後」という広告コピーが使用され、人気を博した[12]。

## 不祥事
2023年1月、台湾の食品薬物管理署が、農心の「辛ラーメンブラック豆腐キムチどんぶり」から、発がん性物質の農薬成分「エチレンオキサイド」が検出されたと発表、同商品の1128キロを廃棄処分とした。